# Бейкер-стріт
Бе́йкер-стріт (англ. Baker Street) — жвава вулиця в лондонському районі Мерілебон (північна частина Вестмінстера) довжиною 2,5 км. Частина шосе А41.
Широко відома у зв'язку зі знаменитим персонажем Артура Конан Дойля приватним детективом Шерлоком Холмсом. Згідно з задумом автора, видатний детектив жив на Бейкер-стріт, в будинку 221-б, якого насправді не існує.
Вулицю названо на честь будівельника Вільяма Бейкера, прокладено її у XVIII столітті. Спочатку це було місце проживання найвищих верств суспільства, нині на Бейкер-стріт переважно розташовуються комерційна і торгова нерухомість.

### Розташування
Вулиця тягнеться на південь від Ріджентс-парку, паралельно Глостер-плейс, перетинає Мерілебон-роуд, Йорк-стріт, площу Портман і Вігмор-стріт. На перетині з Вігмор-стріт Бейкер-стріт переходить в Орчанд-стріт, яка, своєю чергою, закінчується на перетині з Оксфорд-стріт. На вулиці розташовується однойменна станція метро. Поруч зі станцією знаходиться офіс бюро знахідок на транспорті. Станція «Бейкер-стріт» — перша станція метрополітену у світі. 1990 року на Бейкер-стріт відкрився музей Шерлока Холмса, і в результаті у героя роману з'явився цілком реальний будинок, відразу за рогом — музей Мадам Тюссо. Зовсім поруч знаходиться магазин, присвячений ліверпульській четвірці Бітлз, а навпроти — магазин рок-музики.

### Історія
1835 року на Бейкер-стріт відкрито першу постійну експозицію Музею воскових фігур Мадам Тюссо. 1884 року музей переїхав, і тепер розміщений за рогом, на Мерілебон-роуд.
1940 року на Бейкер-стріт розмістилося Управління спеціальних операцій, — британська розвідувально-диверсійна служба, яка працювала під час Другої світової війни.
З 7 грудня 1967 року по 30 липня 1968 за адресою Бейкер-стріт, 94 знаходився «Apple Boutique», одне з перших підприємств бітлівської «Корпорації „Apple“».
Багато років на Бейкер-стріт розташовувався головний офіс компанії «Маркс і Спенсер», колись найбільшої у Великій Британії мережі роздрібної торгівлі (2004 року компанія перебазувалася на Paddington Basin).
У 1960-х на Бейкер-стріт жила знаменита британська співачка Дасті Спрінгфілд.
11 вересня 1971 у відділенні «Ллойд-банку» на Бейкер-стріт відбулася знаменита крадіжка з депозитарних сейфів. Загальна сума вкраденого становила 3 000 000 фунтів (у цінах 2008 року — 32 мільйони фунтів).

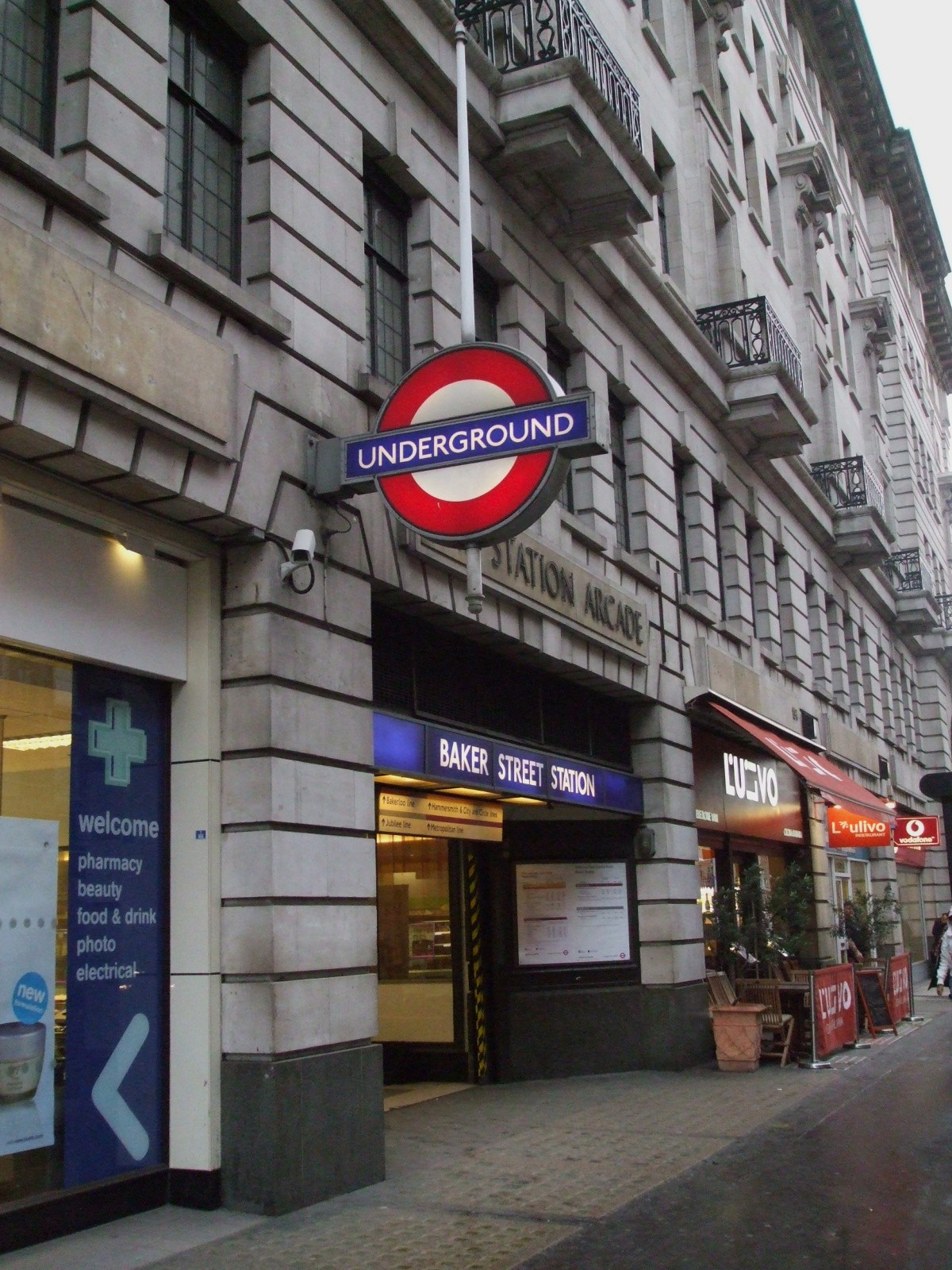
Західний вхід на станцію метро Бейкер-стріт.
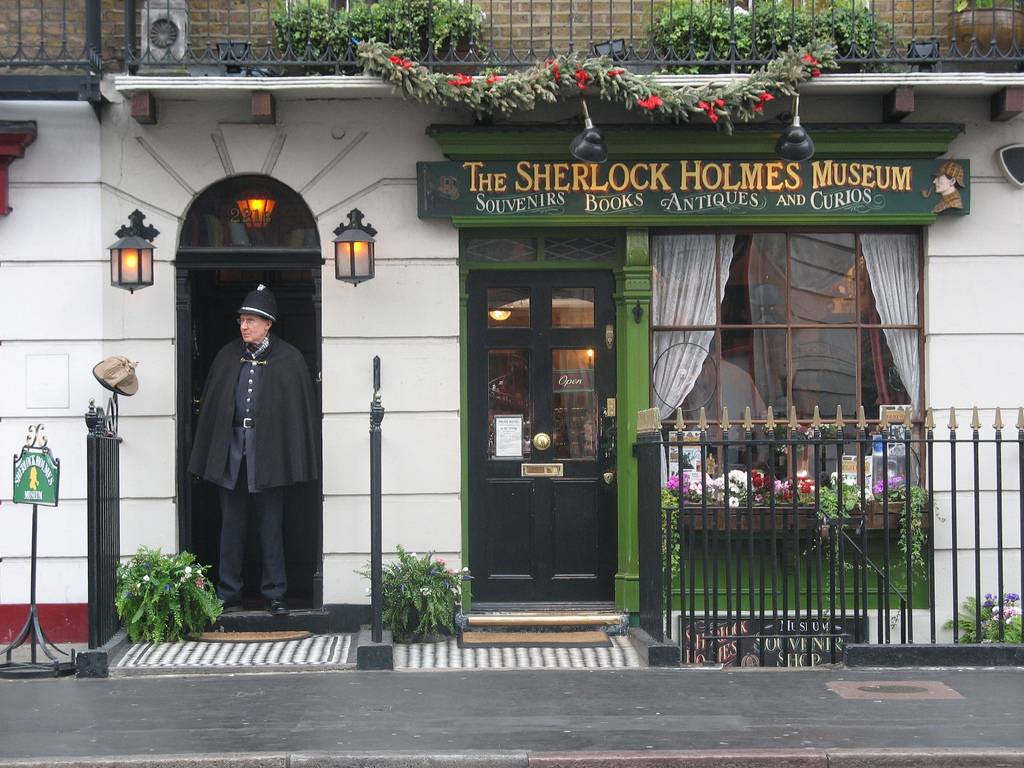
Музей Шерлока Холмса на Бейкер-стріт, 221-Б.
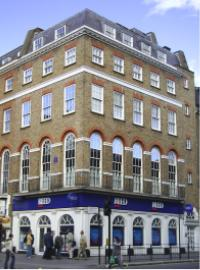
Бейкер-стріт, 94 — колишній «Apple Boutique[en]».
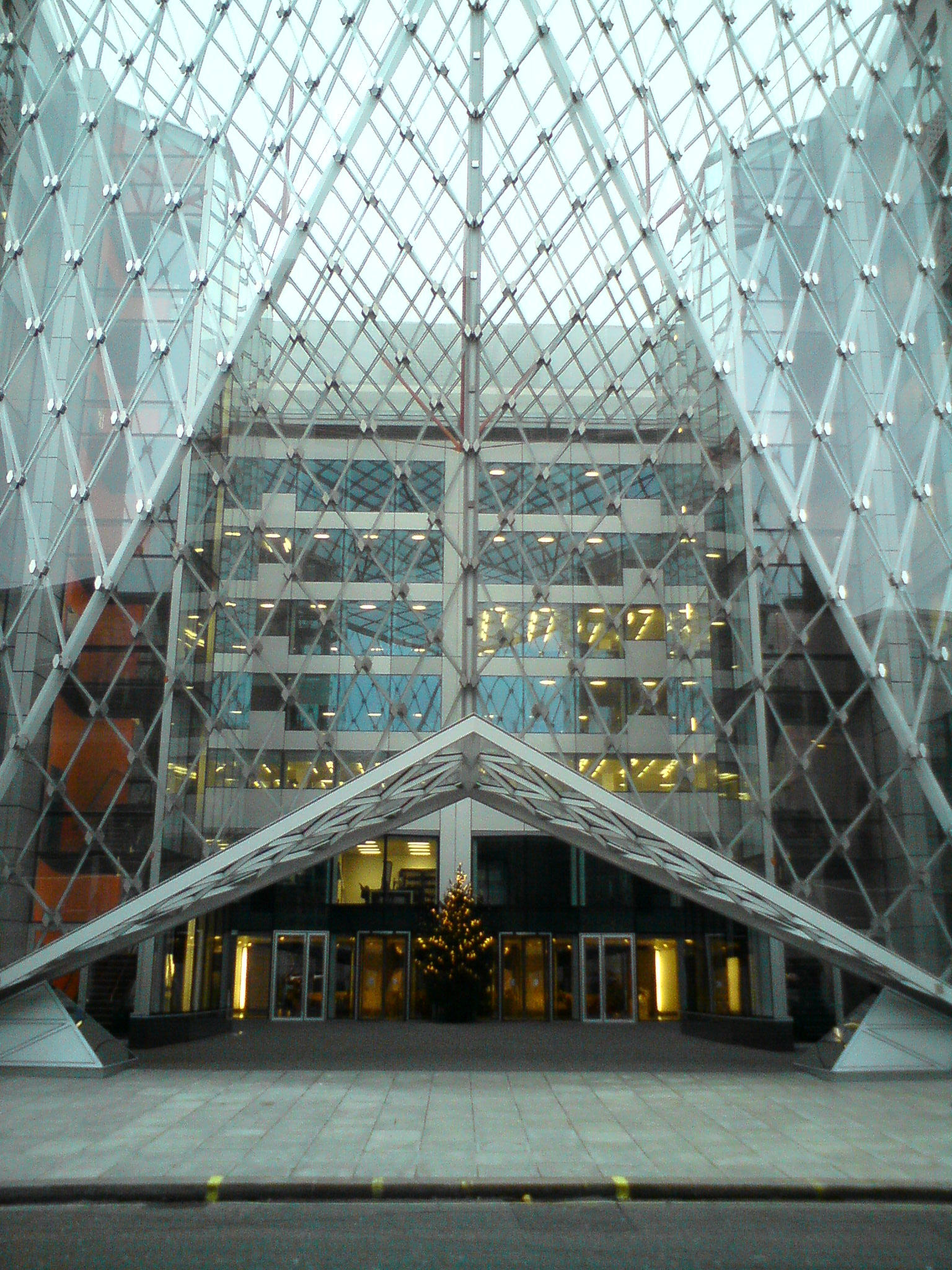
55, Бейкер-стріт
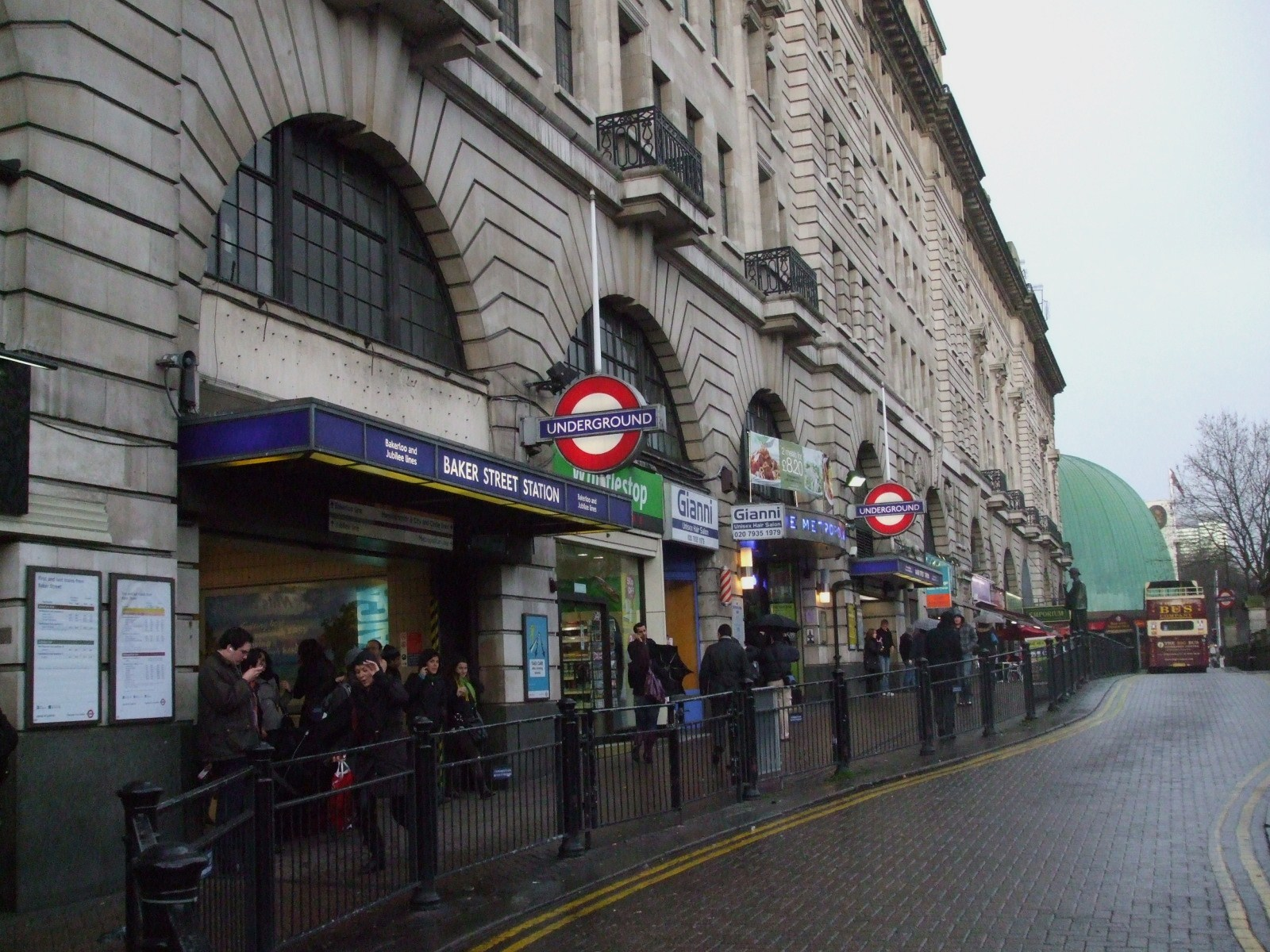
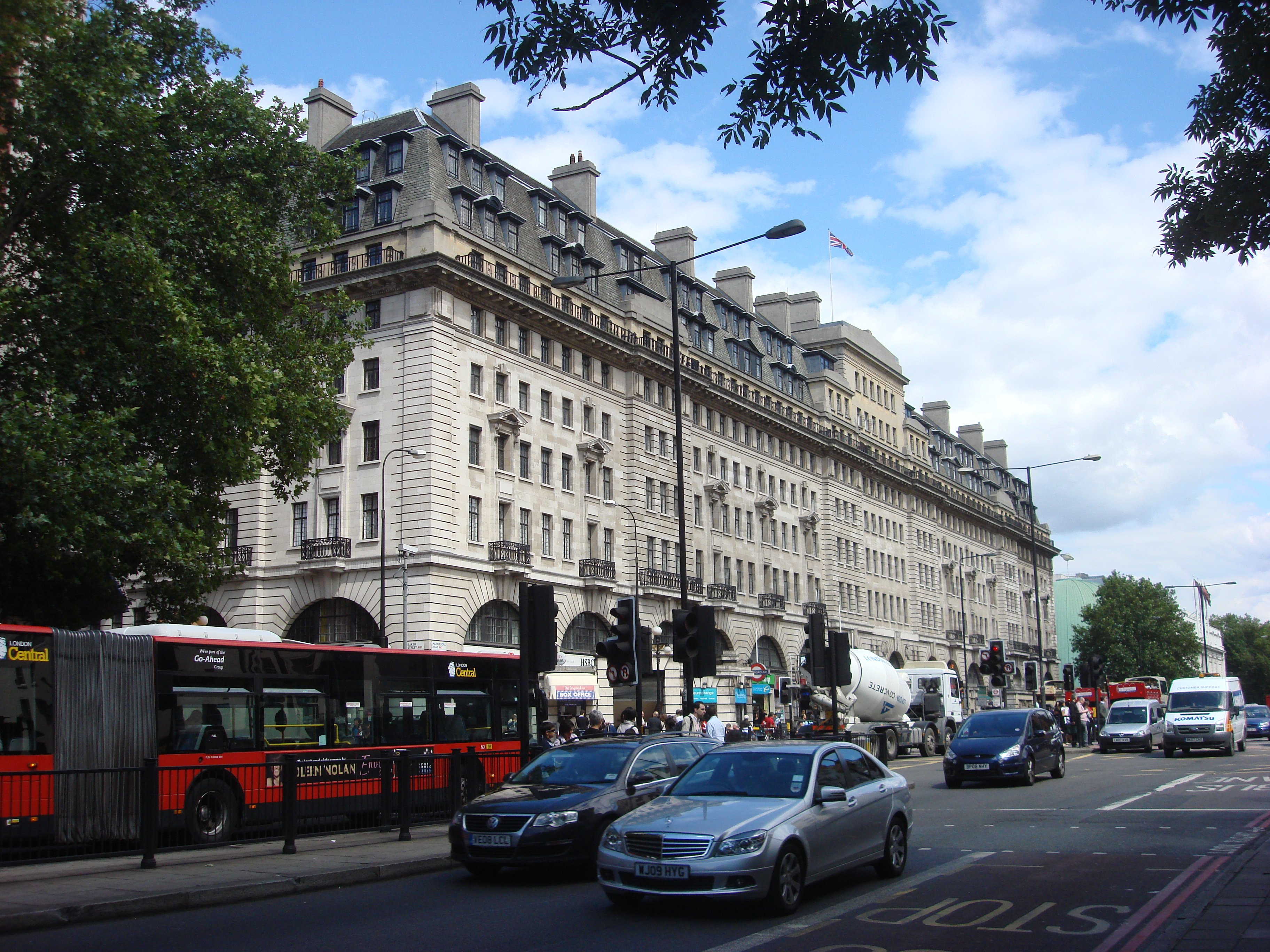
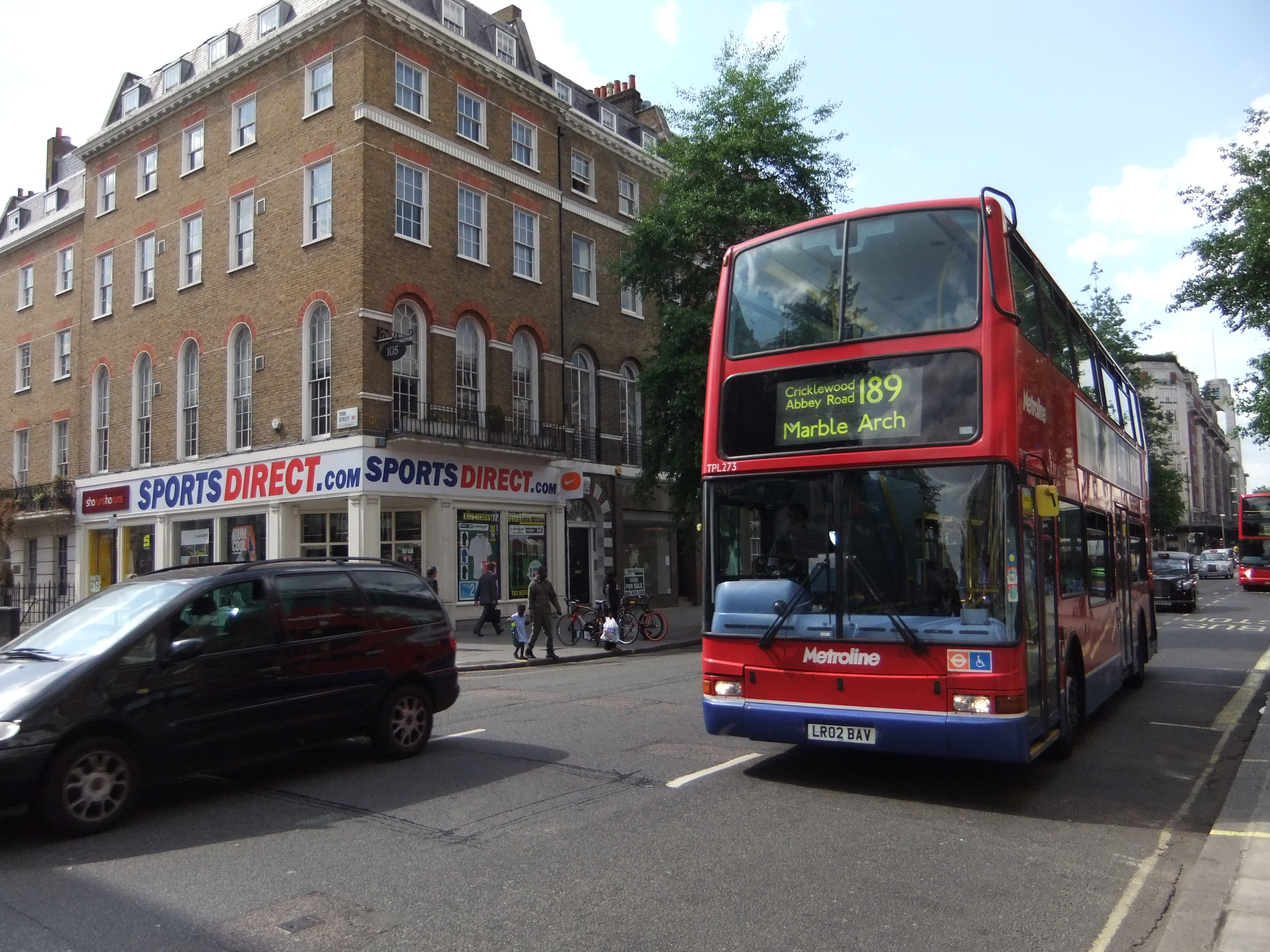
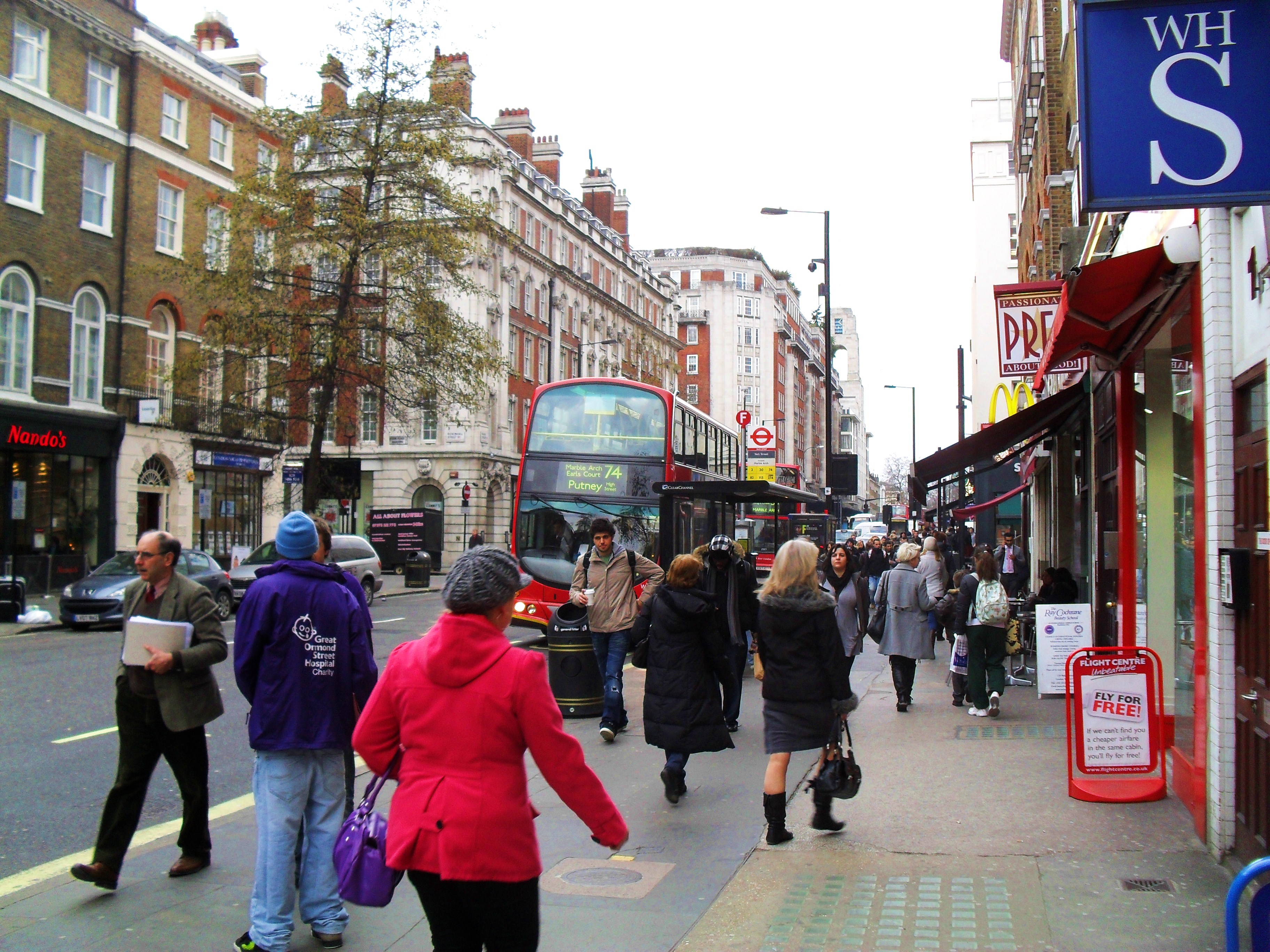